# Isosaari (ö i Finland, Birkaland, Övre Birkaland, lat 62,15, long 23,62)
Isosaari är en ö i Finland. Den ligger i sjön Havanganjärvi och i kommunen Virdois i den ekonomiska regionen  Övre Birkalands ekonomiska region  och landskapet Birkaland, i den sydvästra delen av landet, 230 km norr om huvudstaden Helsingfors. Öns area är 2,9 hektar och dess största längd är 320 meter i sydöst-nordvästlig riktning.